# Csobánka Zsuzsa
Csobánka Zsuzsa Emese (Miskolc, 1983. április 15. –) magyar író, költő, tanár.

## Élete és pályafutása
Az Eötvös Loránd Tudományegyetemen magyartanári, a Színház- és Filmművészeti Egyetemen drámapedagógus diplomát szerzett, 2010-től az Eötvös Loránd Tudományegyetem Neveléselmélet Doktori Programjának hallgatója, fő kutatási területe a kortárs irodalom tanítása magyarórán. 2016-ban sikeresen megvédte doktori disszertációját, melynek címe: A kortárs szemléletű irodalomtanítás lehetőségei.
2005 óta rendszeresen publikál irodalmi folyóiratokban verset, novellát és kritikát egyaránt. Első verseskötete Bog címmel 2009-ben jelent meg a miskolci Szoba Kiadó gondozásában. 2010-ben Móricz Zsigmond-ösztöndíjat kapott. 2011-ben a Litera Duna-legendárium pályázatának különdíjasa. 2011-ben jelent meg Hideg bűnök című második verseskötete a Kalligram Könyvkiadó, Belém az ujját című első regénye pedig a József Attila Kör és Prae.hu gondozásában. 2012-ben elnyerte a Nemzeti Kulturális Alap alkotó ösztöndíját.
2013 júniusában jelent meg második regénye Majdnem Auschwitz címmel a Kalligram Könyvkiadó gondozásában, ugyanebben az évben Horváth Péter irodalmi ösztöndíjra jelölték, ahol bejutott a kuratórium (Keresztury Tibor, Esterházy Péter, Szilasi László) által legjobbnak ítélt három jelölt közé. 2013-ban Nectinyben (Pilsen 2015), Krakkóban (Balassi Campus és Jadwiga Fund), majd Pécsett (Pécs, Writer in Residence Program) volt ösztöndíjjal. 
Harmadik regénye A hiányzó test címmel 2014-ben jelent meg a Kalligram Könyvkiadó gondozásában. Harmadik verseskötete 2015-ben jelent meg Minden kikötő címmel a Kalligram Könyvkiadó gondozásában. Negyedik regénye 2018-ban Szépen ölni címmel jelent meg a Kalligram Könyvkiadó gondozásában.

## Művei

### Verseskötetek
- Bog, versek, Szoba Kiadó, Miskolc, 2009
- Hideg bűnök, versek, Kalligram Könyvkiadó, Budapest, 2011
- Minden kikötő. Versek, 2012-2015; Pesti Kalligram, Bp., 2015

### Regények
- Belém az ujját, regény, József Attila Kör–Prae.hu, Budapest, 2011
- Majdnem Auschwitz, regény, Kalligram Könyvkiadó, Budapest, 2013
- A hiányzó test, regény, Kalligram Könyvkiadó, Budapest, 2014
- Szépen ölni, regény, Kalligram Könyvkiadó, Budapest, 2018

## Díjai, elismerései
- 2010: Móricz Zsigmond-ösztöndíj
- 2011: Litera Duna-legendárium, különdíj
- 2012: Nemzeti Kulturális Alap alkotói ösztöndíja
- 2013: Horváth Péter irodalmi ösztöndíj (jelölés)